# Comones gastron
Comones gastron är en stekelart som först beskrevs av Walker 1847.  Comones gastron ingår i släktet Comones och familjen sköldlussteklar. Inga underarter finns listade i Catalogue of Life.